# Arothron hispidus
Arothron hispidus es una especie de peces de la familia Tetraodontidae en el orden de los Tetraodontiformes.

## Morfología
Los machos pueden llegar alcanzar los 50 cm de longitud total y 2.010 g de peso.

## Alimentación
Come algas, detritus, moluscos, tunicas,  esponjas de mar, corals, anémonas, cangrejos, gusanos y equinodermos.

## Hábitat
Es un pez de mar de clima tropical y asociado a los  arrecifes de coral que vive entre 3-50 m de profundidad.

## Distribución geográfica
Se encuentra desde el Mar Rojo y África Oriental hasta Panamá, el sur del Japón y Hawái. También está presente desde la Baja California y el Golfo de California hasta Panamá.

## Observaciones
No se debe comer por ser venenoso.

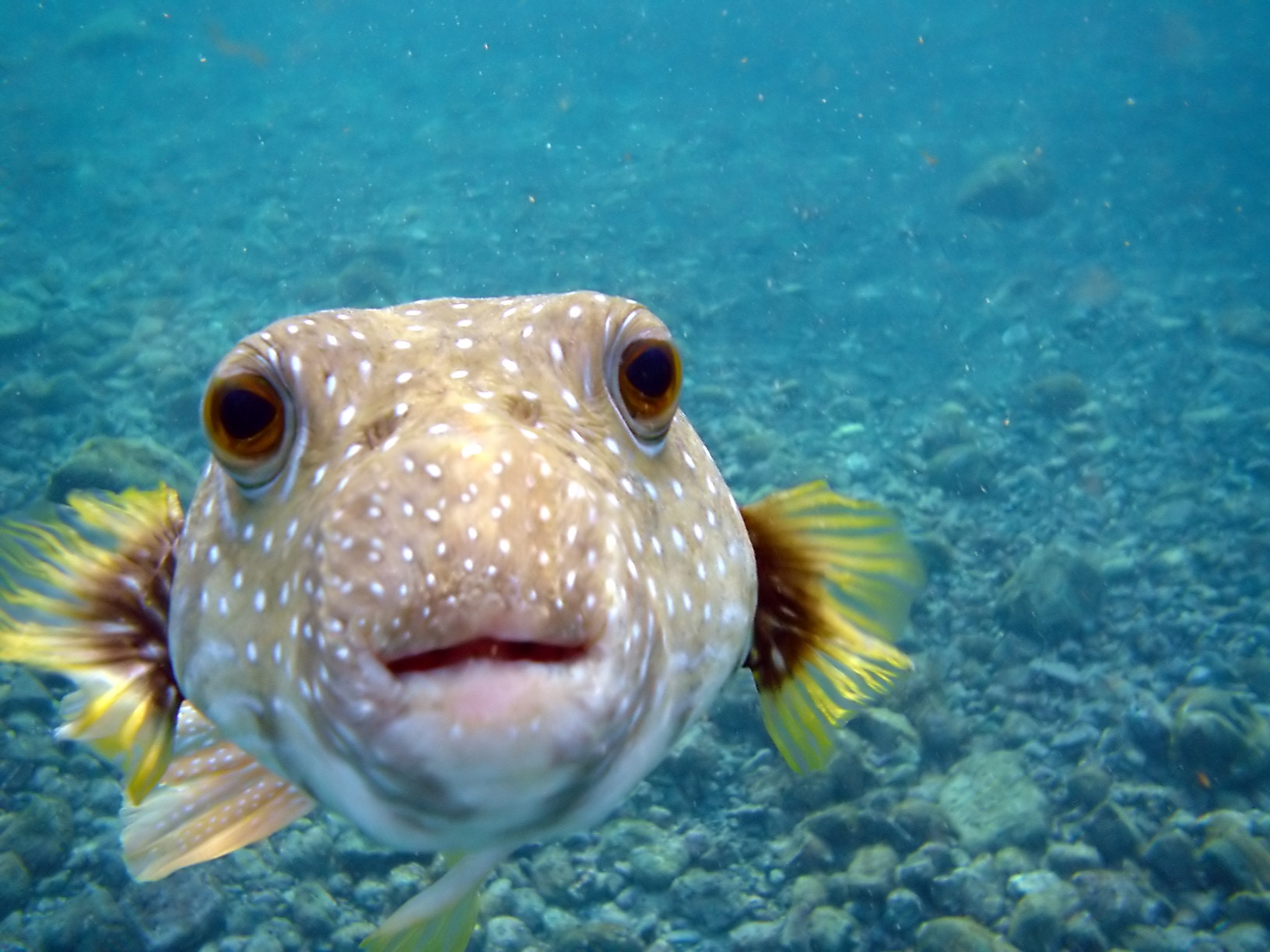
Vista frontal.
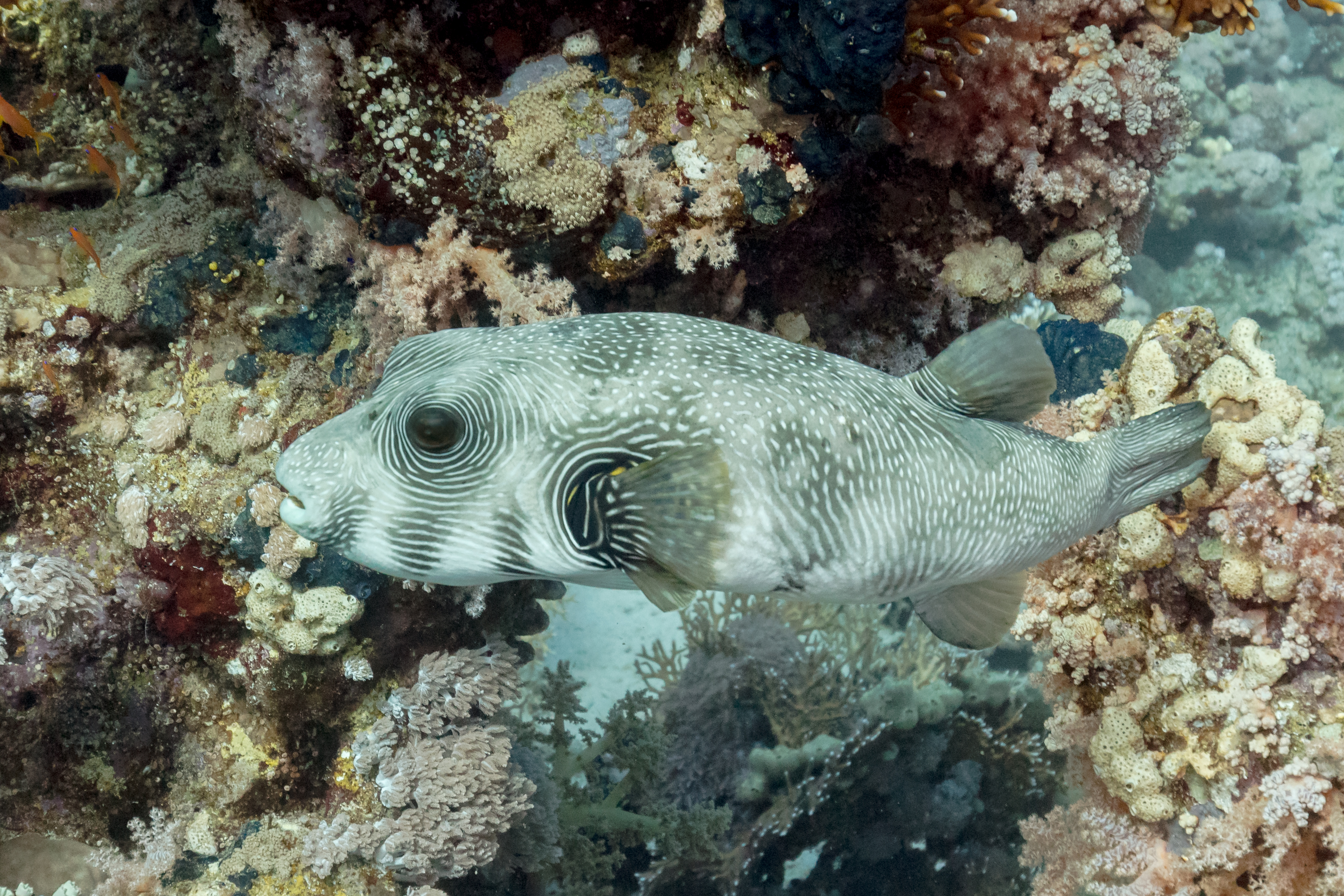
Ejemplar del mar Rojo.
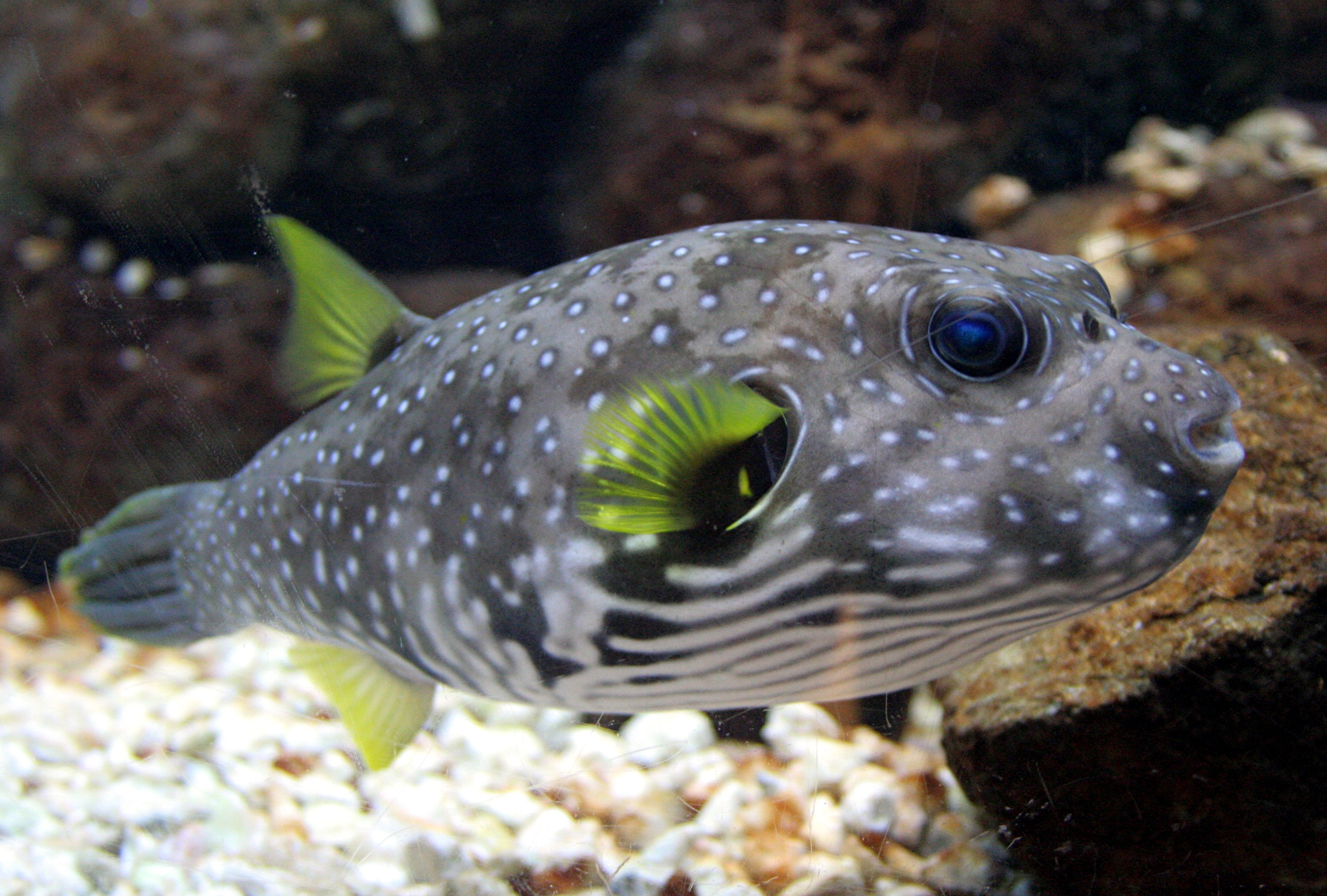